# Logan Pause
Logan Allen Pause (* 22. August 1981 in Hillsborough, North Carolina) ist ein US-amerikanischer Fußballspieler. Der Mittelfeldspieler spielt seit 2003 für Chicago Fire in der Major League Soccer.

## Jugend und College
Nachdem er die Jordan High School in Durham, NC besuchte, ging er 2000 an die University of North Carolina. Dort spielt er bis 2002 für die College-Mannschaft North Carolina Tar Heels, wo er in seiner letzten Saison Vize-Kapitän der Mannschaft war. Während der Semesterferien spielte er 2002 auch für die Raleigh CASL Elite in der USL Premier Development League.
Nach seiner Collegezeit unterschrieb er einen Generation-Adidas-Vertrag mit der Major League Soccer.

## Vereinskarriere
Im MLS SuperDraft 2003 wurde er von Chicago Fire gedraftet. In seiner ersten Saison absolvierte er 21 Spiele und gewann mit der Mannschaft den MLS Supporters’ Shield. Während der Saison 2004 wurde er 19-mal eingesetzt.
Erst als Chris Armas sein Karriereende 2007 bekannt gab, konnte sich Logan als Stammspieler im defensiven Mittelfeld etablieren.

## Nationalmannschaft
Pause spielte für diverse US-Jugendnationalmannschaften. Die meisten Einsätze bestritt er für die U-23 Nationalmannschaft.
Er wurde zum ersten Mal 2009 in den Kader der Fußballnationalmannschaft der Vereinigten Staaten berufen. Während des CONCACAF Gold Cup 2009 absolvierte er am 4. Juli 2009 sein erstes Länderspiel.